# Wahanawank

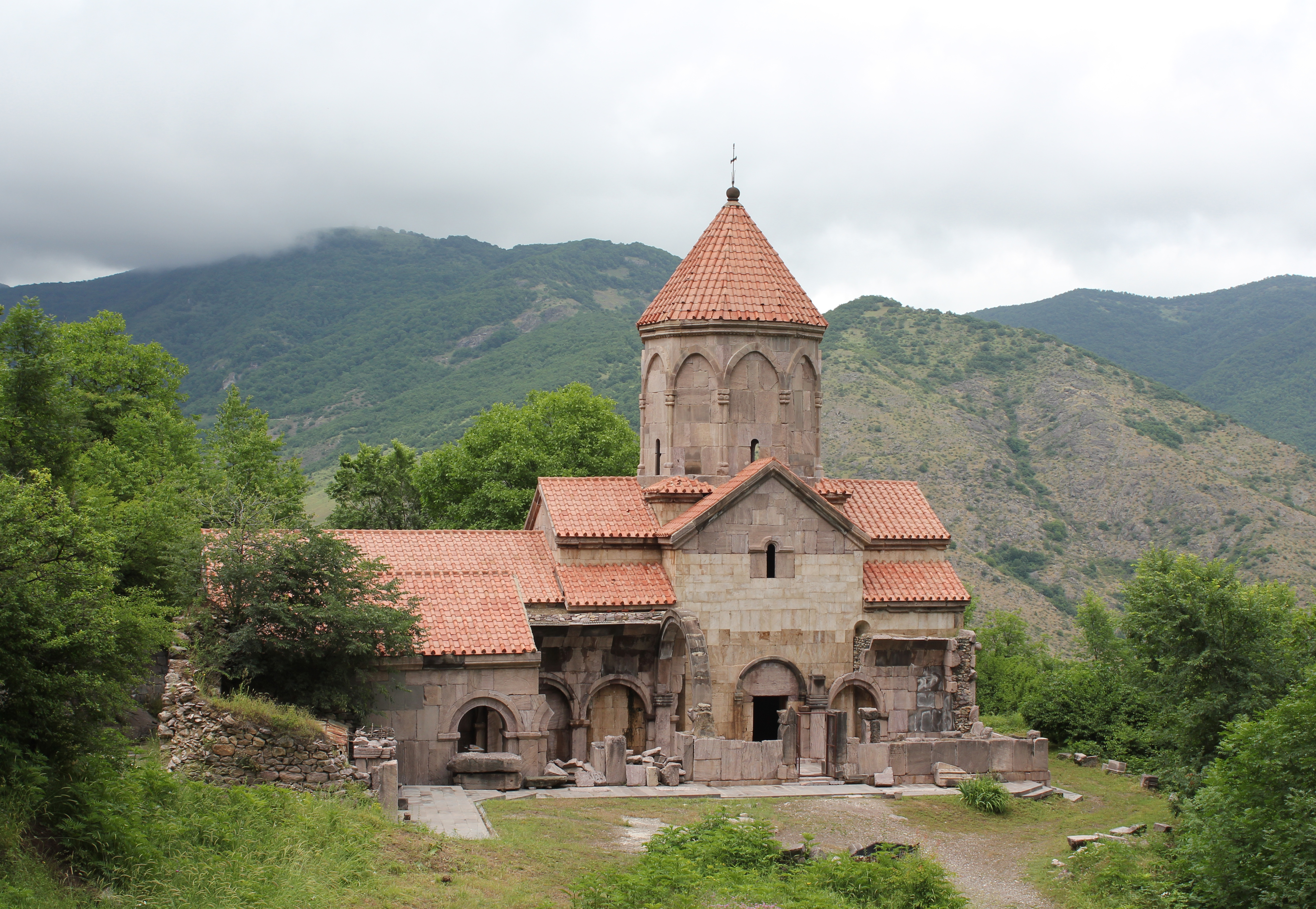
Das Kloster Wahanawank

Das Kloster Wahanawank (armenisch Վահանավանք) ist ein ehemaliges Kloster der Armenischen Apostolischen Kirche in der südarmenischen Provinz Sjunik. Die Ursprünge des Klosters gehen auf das 10. Jahrhundert zurück. Im 11. Jahrhundert erlebte das Kloster seine Blütezeit. Danach verlor es an Bedeutung und wurde im 14. Jahrhundert verlassen. Bis in die 1960er des 20. Jahrhunderts war es eine Ruine. Das Kloster wurde ab 1966 archäologisch erschlossen und ab 1969 und vor allem 2006–2009 größtenteils wiederaufgebaut.

## Lage
Das Anfang des 10. Jahrhunderts gegründete Kloster liegt etwa fünf Kilometer westlich von Kapan in einem Waldgebiet an den Hängen des Berges Tigranasar hoch über dem rechten Flussufer des Voghdschi.

## Baubeschreibung

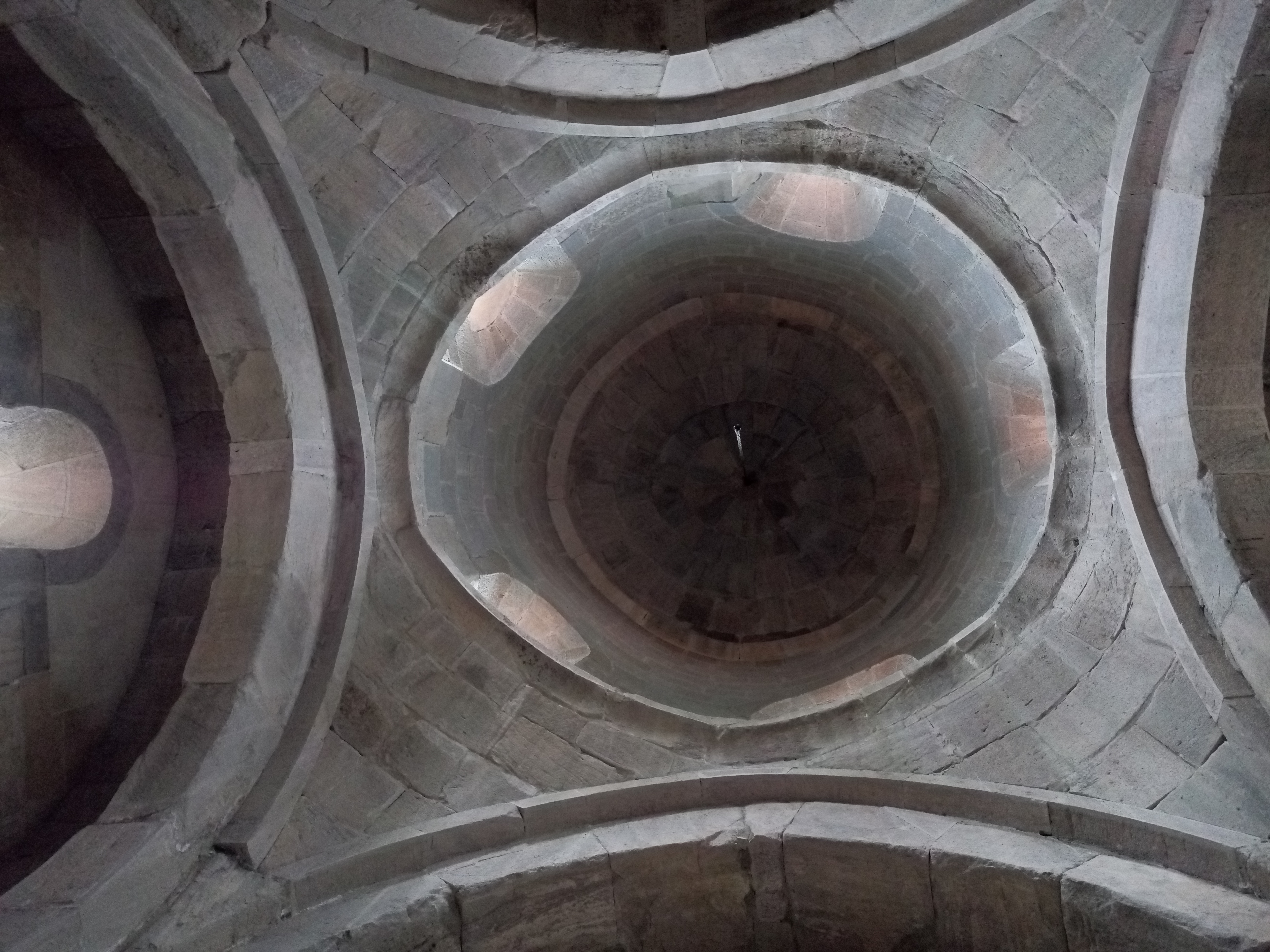
Die Kuppel der Hauptkirche Grigor Lusavorich

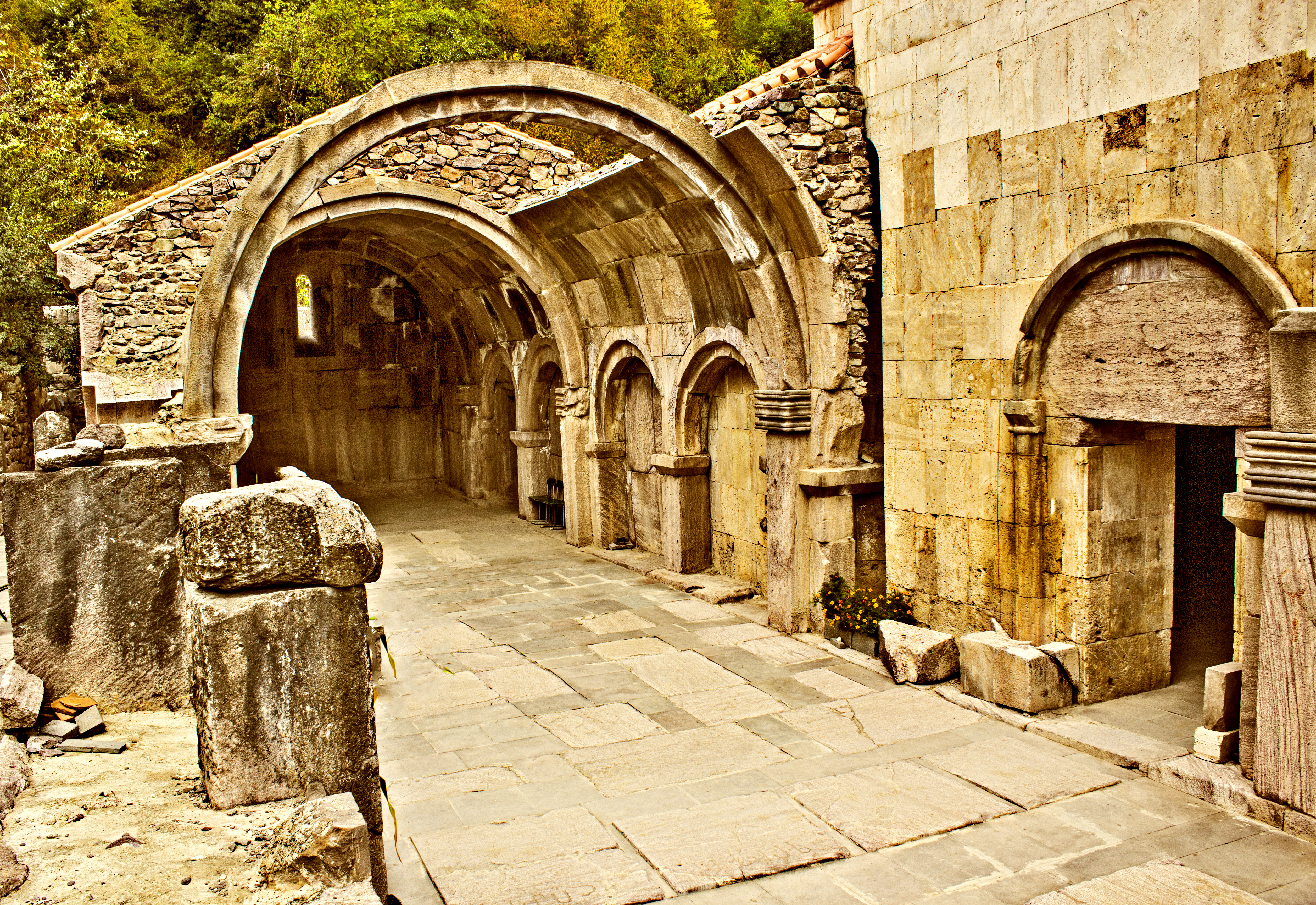
Der Arkadengang

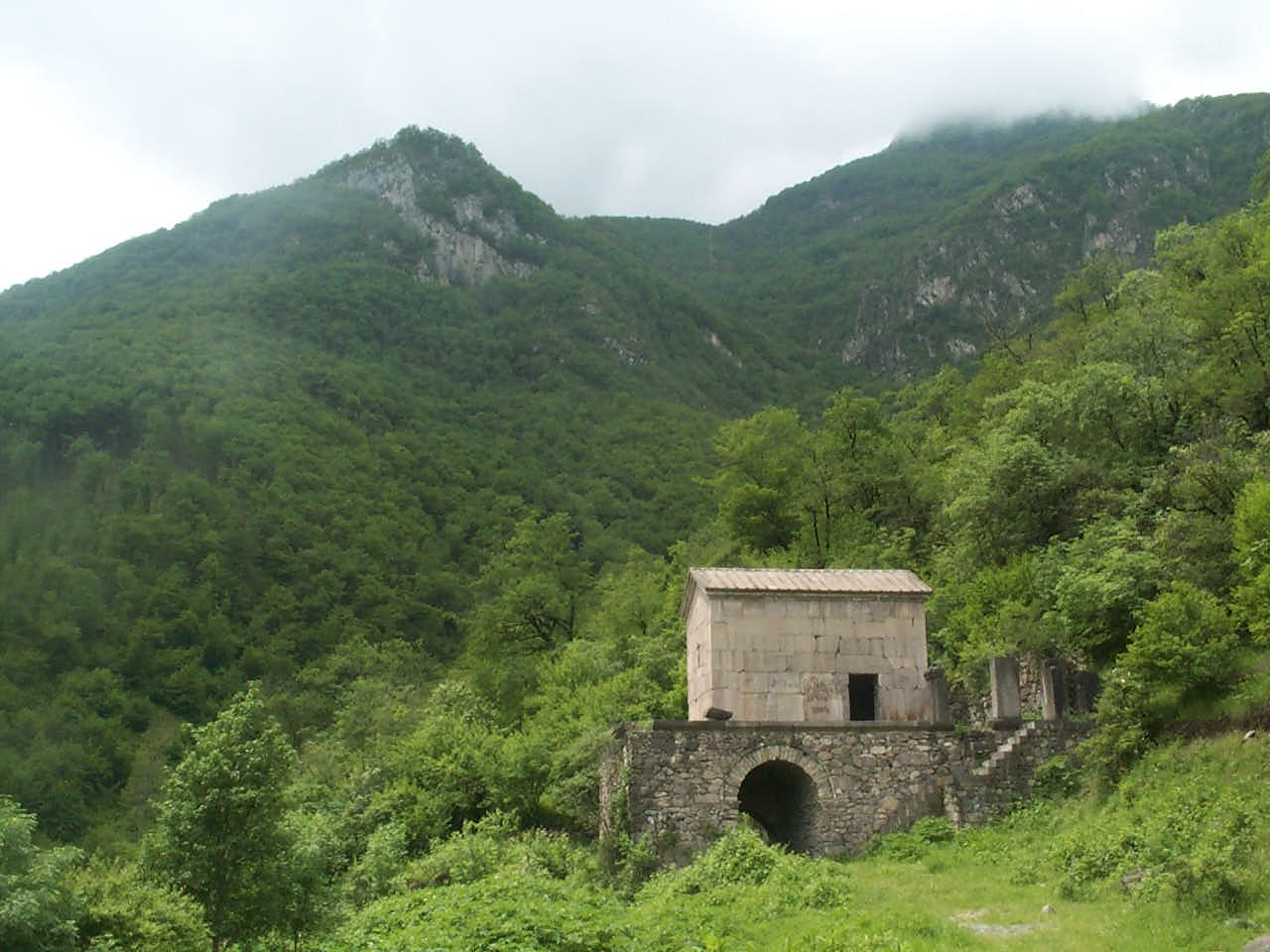
Die Kirche Surb Astvatsatsin

Der Klosterkomplex war im Mittelalter im Süden, Norden und Westen von einer aus Bruchsteinen erbauten Mauer umgeben.
Die Hauptkirche Grigor Lusavorich ist eine Kreuzkuppelkirche aus lokalem rötlichem Basalt. Der Haupteingang befindet sich im Süden. Im Westen gibt es einen weiteren Zugang.
Der Gawit ist der Kirche westlich vorgebaut. Er hat einen rechteckigen Grundriss. Drei massive hufeisenförmige Bögen tragen das Dach. Während eines Erdbebens stürzte der mittlere Bogen ein und verursachte dabei massive Schäden an dem Gebäude. Der Eingang zur Vorhalle befand sich im Süden. Im Inneren gibt es einen Fries aus floralen und geometrischen Mustern.
In den 140 Quadratmeter großen Arkaden, welche Kirche und Gawit umgeben, blieben viele Grabsteine mit Inschriften aus dem zehnten und elften Jahrhundert, darunter die Gräber der  Könige Smbat II., Grigor I., der Königinnen Sophia und Dinar, der Prinzen Aschot Dschewanschir und Chaghbak sowie Wahan Nachaschinogh (zehntes Jahrhundert), Prinzessin Chutschesch (zehntes Jahrhundert), Fürst Kjurike (elftes Jahrhundert), und Militärführer Gevorg Pahlevuli (1101) erhalten. Zudem wurde in dem Gebäude eine Inschrift gefunden, die das Jahr 1046 nennt. Unklar ist, ob es sich dabei um das Baujahr handelt.
Die schlichte zweistöckige Kirche Surb Astvatsatsin ist ein vergleichsweise kleines Mausoleum. Es lehnt im Westen an den Berg und steht auf einem aus Bruchstein gebautem Gewölbe. Surb Astvatsatsin war wie alle Bauwerke von Wahanawank mit Ziegeln gedeckt. In der Vorhalle der Kirche fand man eine Inschrift, auf der der Name von Katholikos Stepanos Orbelian genannt wird.
Das Refektorium war nahezu gänzlich zerstört. Es wurde bei den Ausgrabungen wiederentdeckt.
Südöstlich des Klosters gibt es ein großes Gräberfeld, das auf die Zeit um das Ende des 2. Jahrtausends vor Christi datiert wird.

## Geschichte
Nach Angaben des mittelalterlichen Historikers und Metropoliten von Sjunik, Stepanos Orbelian (armenisch Ստեփանոս Օրբելյան; ca. 1250–1305) wurde das Kloster von Wahan, dem Sohn des syunitischen Fürsten Dzagik, gegründet und anschließend nach ihm benannt. Demnach wurde Wahan Mönch, um sich selbst vom Teufel zu befreien. Danach versammelte er versammelte 100 gleichgesinnte um sich und ließ ab 911 die Kirche Grigor Lusavorich (Gregor der Erleuchter, auch Gregor der Illuminator (armenisch Գրիգոր Լուսաւորիչ,  translit. Grigor Lusavorich, altgriechisch Γρηγόριος Φωστήρ Gregorios Phoster oder Φωτιστής)). Wahan wurde im Kloster begraben. Nach seinem Tod setzte sein Neffe, der ebenfalls Wahan hieß und im Kloster ausgebildet worden war, die Bauarbeiten am Kloster fort. Unter seiner Ägide entstanden der Gawit, ein Refektorium und eine Säulenhalle. Später wurde Wahan Metropolit von Sjunik und  Katholikos.
Im 11. Jahrhundert wurde das Kloster zum religiösen Zentrum der Könige von Syunik. Die Kirche Surb Astvatsatsin ((armenisch Սուրբ Աստվածածին, „Heilige Muttergottes“), westarmenisch Surp Asdwadsadsin, andere Umschriften Surp Astvatsatsin, Surb Astuacacin, Surb Astwazazin) ließen Schahanducht, die Königin von Syunik, und ihre Schwester Kata im Jahre 1086 in unmittelbarer Nähe der Hauptkirche als Grablege für ihr Geschlecht bauen. Mehrere Könige, Fürsten und hochrangige Mitglieder des Klerus von Syunik und Aghvank wurden dort begraben.
Im 12. Jahrhundert eroberten Invasoren das Königreich von Syunik. Das Kloster verlor danach an Bedeutung. Seit dem 14. Jahrhundert ist es verlassen und eine Ruine.
1966 wurden erstmals Ausgrabungen am Kloster durchgeführt. Unter der Leitung des armenischen Architekten Arthur Meschian begann 1969 der Wiederaufbau des Areals. In den Jahren 2006–2009 wurden die Arkaden teilweise wieder aufgebaut und die Kirche Grigor Lusavorich sowie der Gawit restauriert.